# 8970 Islandica
8970 Islandica eller 1355 T-2 är en asteroid i huvudbältet som upptäcktes den 29 september 1973 av den nederländsk-amerikanske astronomen Tom Gehrels och det nederländska astronomparet Ingrid van Houten-Groeneveld och Cornelis Johannes van Houten vid Palomarobservatoriet. Den är uppkallad efter fågeln Islandsknipa.
Asteroiden har en diameter på ungefär 9 kilometer och den tillhör asteroidgruppen Themis.